# Guerra di Gradisca
(Sir John Rigby Hale, citato in La guerra del Friuli. Altrimenti nota come Guerra di Gradisca o degli Uscocchi)
La guerra di Gradisca (1615-1617), così chiamata perché caratterizzata dall'assedio alla fortezza di Gradisca, è anche conosciuta come guerra degli Uscocchi (fonti veneziane) o guerra del Friuli (fonti veneziane e arciducali, queste ultime la chiamano anche guerra di Gradisca). Il conflitto vide schierati nelle opposte fazioni la Repubblica di Venezia ed il ramo austriaco della famiglia Asburgo.
Si trattò di un conflitto locale, che trovò però tratti internazionali nella partecipazione di mercenari stranieri, in particolare gli olandesi guidati da Giovanni di Nassau, e nel debutto di Alberto di Wallenstein, celebre condottiero della Guerra dei trent'anni, sotto le insegne asburgiche. Fu inoltre l'ultimo conflitto sul territorio italico cui presero parte attiva milizie veneziane, se si eccettua la partecipazione secondaria alla poco più tarda guerra di successione di Mantova e del Monferrato.

## Antefatti e cause
Dopo la sconfitta patita nella guerra della Lega di Cambrai, i Veneziani perseguirono una politica meramente difensiva dello Stato di Terraferma. Venne, così, costruita una serie di fortificazioni di concezione estremamente moderna per l'epoca. Nell'ottobre del 1593 iniziarono i lavori della fortezza di Palma, ora nota come Palmanova, eretta a difesa del confine orientale. Ufficialmente il suo scopo era di contrastare le incursioni turche ma la sua funzione era chiaramente anti-imperiale e di contrapposizione alla fortezza di Gradisca, perduta all'inizio del secolo.
La pace di Zsitvatorok del 1606 segnò un periodo di tregua tra l'Austria e il Turco, i due maggiori avversari di Venezia. Il sultano Ahmed I, impegnato in conflitto con la Persia dei Safavidi, non aveva interesse immediato in una guerra con la Repubblica di San Marco, con la quale l'Impero Ottomano rimase in pace dal 1573 al 1645.
L'ostilità con gli Asburgo, sia il ramo austriaco che quello spagnolo, aveva diverse ragioni d'essere:
- politiche: la Repubblica, circondata dai territori asburgici e perennemente minacciata, perseguiva una politica di amicizia con gli avversari degli Asburgo, comprese le potenze protestanti nordeuropee e i Grigioni;
- commerciali: Venezia esercitava funzioni di polizia marittima sull'Adriatico che intendeva come esclusive;
- ideologiche: Venezia s'era adoperata nell'ottenere un'estesa autonomia religiosa, come nella nomina dei vescovi, dava ospitalità a religiosi in odor di eresia ed ai marranos.

I rapporti con la Spagna, malgrado le attività ostili dei viceré locali come l'Osuna, che però agli inizi del XVII agivano spesso a titolo personale, rimanevano comunque formalmente corretti, tanto che essa si prestò come mediatrice nel conflitto con il Papato (la guerra dell'Interdetto del 1606-7) e con lo stesso arciduca austriaco.
Agli inizi del Seicento la ragione principale di attrito tra gli Asburgo d'Austria e Venezia consisteva nell'attività piratesca degli Uscocchi, per quanto i commerci veneziani fossero danneggiati anche dai corsari barbareschi, che pur alleati dei Turchi non rispettavano la tregua, dai corsari che agivano sotto la protezione del viceré spagnolo di Napoli ed anche da corsari inglesi e olandesi.
Come denota la radice del loro nome, gli Uscocchi erano degli slavi cattolici fuggiti davanti all'avanzata turca, che si erano stabiliti sulla costa adriatica agli inizi del Cinquecento. Ivi divennero parte del dispositivo asburgico di difesa della frontiera orientale. I territori dalmati sotto il dominio asburgico si trovarono così sovrappopolati rispetto alle loro ridotte capacità di sostentamento. Inoltre i successi uscocchi richiamarono banditi, galeotti in fuga ed avventurieri di diverse nazionalità, in modo che il loro numero, stimato a un migliaio di unità attorno alla fine del XVI secolo, aumentò grandemente. La perdita di Bihać nel 1592 aumentò il loro valore strategico. Dopo il 1606, la necessità di rispettare la tregua e di limitare i raid nei territori sotto il dominio turco portò ad un ulteriore aumento dell'attività piratesca. L'atteggiamento dell'Arciduca nei confronti di tali indisciplinati vassalli del resto rimaneva ambiguo. Negli anni precedenti la guerra, terminato il conflitto con i Turchi, divenne chiaro che gli Uscocchi erano considerati uno strumento per contrastare la signoria marittima veneziana, mai accettata dagli Asburgo, e per rinfocolare gli attriti tra ottomani e veneziani, cui il trattato di pace seguito alla guerra di Cipro aveva espressamente attribuito la funzione di garantire la sicurezza dell'Adriatico.
La loro attività era particolarmente odiata, sia per il peso assunto (si stima che tra il 1592 e il 1609 si siano impossessati di 250-300 imbarcazioni veneziane, un decimo circa del parco navale, seconda causa di perdite di tonnellaggio dopo il naufragio) che per la vicinanza delle loro basi a Venezia, considerata intollerabile vista la tradizionale politica di signoria, esercitata sull'Adriatico ad esempio richiedendo tributi allo stesso porto asburgico di Trieste.

## Primi scontri
Già nel 1592 Almorò Tiepolo era stato nominato specificatamente Capitano contra Uscocchi ed erano iniziati attacchi diretti alle loro basi, che peraltro godevano di ottime protezioni naturali. La principale all'epoca era Segna, nel canale della Morlacca. L'arciduca d'Austria, malgrado il risentimento per il mancato aiuto nella guerra in essere con i Turchi, aveva comunque interesse ad evitare una guerra aperta e cercò di prendere provvedimenti. In risposta a un blocco navale veneziano, esteso a tutto il litorale adriatico, nel 1600 inviò come commissario imperiale il goriziano Giuseppe Rabatta, nobile che intratteneva buoni rapporti con la Repubblica. Egli prese misure molto severe, condannando a morte diversi capi uscocchi. Tuttavia la reazione dei segnani non si fece attendere ed egli venne assassinato nella notte del 31 dicembre 1601.
Nel 1612 e 1613 i veneziani per rappresaglia giunsero a mettere a ferro e a fuoco possedimenti diretti dell'Arciduca. Ci furono ulteriori tentativi diplomatici, con riunioni a Venezia e Vienna, che naufragarono davanti alle richieste austriache di libertà di navigazione nel golfo, in cambio della sistemazione della questione uscocca, che la controparte non era disposta a concedere.
La situazione rischiò di precipitare nel conflitto aperto causa il clamore sollevato dall'orrida fine che gli Uscocchi riservarono al sopracòmito Cristoforo Venier. Assalita la sua galera presso Carlopago nel maggio 1613, trucidarono l'equipaggio, decapitarono il Venier e, cavandogli il cuore dal petto, lo divorarono. Al successivo assedio di Segna da parte del Provveditore Filippo Pasqualigo (coadiuvato da un contingente di cavalleria turca che controllava le strade verso l'interno) fece seguito l'invio del plenipotenziario austriaco Tiefenbach, che giustiziò diversi uscocchi e scongiurò un'ultima volta la guerra.
Una conferma che i veneziani, che da sempre privilegiavano la diplomazia alla forza delle armi, nel 1613 ritenevano oramai inevitabile uno scontro terrestre può trovarsi nell'insistenza con cui agirono per assicurarsi i servigi di Pompeo Giustiniani, che rifiutò due offerte prima di accettare una terza di ben 3000 ducati. Il Giustiniani raggiunse Venezia nel marzo 1614 e fu nominato comandante militare di Candia. I veneziani confidavano che gli spagnoli, impegnati a ovest da Carlo Emanuele I di Savoia, da loro finanziato, non avrebbero aperto un secondo fronte e che l'arciduca di Graz non avrebbe trovato nemmeno l'aiuto dell'imperatore Mattia.
Nel 1615 la situazione era fuori controllo. Gli Uscocchi raggiunsero nelle loro scorrerie, persino Monfalcone (enclave veneziana in territorio arciducale) e i veneziani, attaccando in risposta Segna, si trovarono a combattere non solo i pirati ma anche le truppe regolari dell'arciduca.

## Agosto 1615-ottobre 1616
Nella prima fase della guerra l'azione veneziana (truppe partite da Palma) fu caratterizzata dall'impiego offensivo delle forze, dalla loro mobilità e dalla sorpresa. Gli arciducali, attivamente, rinunciarono a difendere numerose città (Cervignano, Aquileia, Porpetto, Maranutto, Mariano, Romans d'Isonzo, Cormons, Medea, Sagrado), castelli e villaggi - alcune di questi arresisi alla Serenissima prima ancora di venir attaccati - per attestarsi su posizioni più forti e difendibili. A questo ripiegamento, si deve segnalare però l'offensiva in Istria, dove gli austriaci sfondarono facilmente spingendosi sino a Pola, Duecastelli e Sanvincenti. Poiché respinti, gli uscocchi saccheggiarono e distrussero i villaggi circostanti. Il provveditore veneziano Loredan chiese quindi, e ottenne, consistenti rinforzi per difendere l'Istria meridionale dalle incursioni degli Uscocchi. A Parenzo e a Rovigno inviò l'artiglieria, a Pola armi e a Valle e Duecastelli viveri ed armi. Le milizie vennero concentrate a Barbana, Dignano e Sanvincenti.

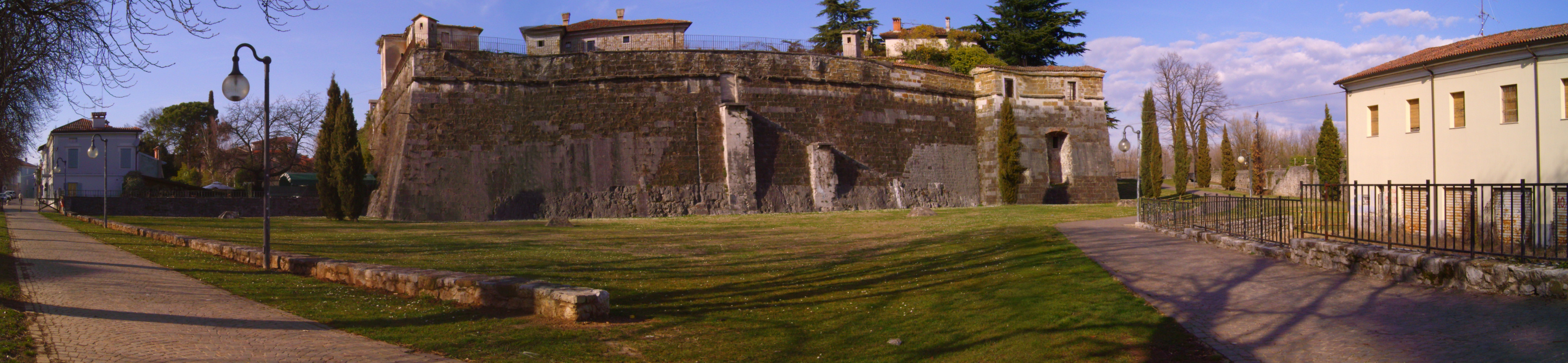
Immagine moderna della piazzaforte a Gradisca

In Friuli, nel dicembre, Giustiniani già minacciava Gorizia e Gradisca, e quest'ultima venne eletta a punto nevralgico delle operazioni. L'attacco di Giustiniani alla città-fortezza fu vigoroso e il generale, sostenendo essere lecito non prendere prigionieri, non fece risparmiare nessuno. Ogni assalto però, nonostante diverse brecce nelle mura, venne respinto con grandi perdite; gli assedianti decisero pertanto di concentrarsi sullo scavo delle gallerie da mina (che non riuscirono mai a far brillare, a causa delle numerose incursioni della cavalleria austriaca che scompigliavano il campo degli assedianti). La risposta arciducale all'assedio fu quindi di passare l'Isonzo e investire il territorio tra Sdraussina e Sagrado; Trautmannsdorf, anziché opporsi direttamente ai veneziani, cercò di tagliare loro la linea dei rifornimenti per l'assedio della piazzaforte di Gradisca.
Alla ripresa delle operazioni belliche, dopo l'inverno, nel maggio del 1616 Gradisca era ancora assediata, anzi, nonostante l'alta mortalità tra i cittadini e i soldati, nel luglio giunsero rinforzi di truppe e tre pezzi d'artiglieria (trasferiti da Gorizia).
Finito lo slancio iniziale, i veneziani si arrestarono quindi nel settore del medio Isonzo, sul monte Cucco, monte Podgora, monte Santo, monte San Gabriele, monte San Michele. Il baricentro della lotta quindi, si spostò dalla città di Gradisca, inespugnata, a quella di Gorizia, dove entrambi i comandanti andavano concentrando truppe e mezzi.

## Ottobre 1616-settembre 1617
Finito lo slancio, l'esercito della Serenissima dovette mutare tattica. Ciò avvenne nel momento più delicato per Venezia, cioè quando venne ucciso Giustiniani, il quale pareva determinato a espugnare Gorizia e Gradisca, a qualsiasi costo. Il suo successore, Giovanni de' Medici, era invece soprattutto attento alla sua posizione politica, tanto che evidenziò maggior prudenza tattica, preferendo preservare quanto acquisito dal Giustiniani. A corto di uomini, stroncati più dalle febbri che dai combattimenti, Venezia reclutò, nel maggio del 1617, truppe fresche dalle Province Unite: un reggimento di 3 000 uomini, comandati dal Conte Giovanni di Nassau. L'arrivo degli olandesi rinforzò i contingenti veneziani sul terreno, ma ai nobili veneziani in campo gli olandesi risultavano invisi: li consideravano indisciplinati, esosi e, tutto sommato, non molto bravi a combattere (ma si sbagliavano).
Dall'altra parte gli austriaci, che avevano rafforzato le loro schiere, nel marzo 1617 assunsero l'iniziativa in ogni settore del "fronte", concentrando però la loro attenzione soprattutto sul medio Isonzo e, nuovamente, la fortezza di Gradisca. Il 1º giugno però, quando Giovanni de' Medici sferrò sul Carso un attacco aggirante finalizzato a sfondare il fronte nemico, Venezia fu vicinissima a conseguire la piena vittoria campale che avrebbe permesso di costringere gli austriaci alla pace, ma sfuggì loro di un soffio il 6 giugno, quando cioè il conte di Nassau, le cui truppe erano molto provate, si rifiutò di riprendere l'iniziativa accampandosi. Il 7 giugno Trautmannsdorf, colpito da una palla di colubrina, morì nel castello di Rubbia e gli successe il generale Baltasar de Marradas. Dopo qualche giorno di riposo, tra il 9 e il 12 giugno, gli olandesi ripresero l'attacco accanendosi contro le posizioni nemiche, giungendo anche all'arma bianca, così efficacemente che avrebbero probabilmente vinto la battaglia (e la guerra), ma il De' Medici si rifiutò di soccorrerli perché si erano portati in battaglia senza un suo diretto ordine. Il De' Medici e il Nassau erano in aperto conflitto per non essersi supportati, prima uno e poi l'altro, in battaglia.
Mentre la diplomazia cercava di comporre il conflitto, nella primavera entrò in "Golfo" una squadra navale napoletana. Tale atto di guerra (3-4 aprile 1617) non colse però i veneziani di sorpresa; le flotte da guerra si fronteggiarono più volte con scarsi risultati da entrambe le parti e quindi neppure sul mare i veneziani riuscirono a conseguire una vittoria decisiva.

## La pace
Al fronte si combatteva ma da entrambe le parti si agognava la pace; Ferdinando, già in previsione imperiale, voleva sganciarsi dall'impegno della guerra con Venezia per pensare ai problemi della Germania, mentre Venezia - benché non si sia realmente impegnata a fondo nel conflitto a causa della paura di un intervento diretto spagnolo - non riteneva il conflitto utile alla sua causa mercantile.
La tregua fu stipulata il 6 novembre e gli eserciti iniziarono a smobilitarsi il 28; tuttavia il prolungarsi delle trattative di pace e il loro esito incerto suggerirono alla Repubblica di arruolare in Olanda nuovi contingenti di soldati che sarebbero arrivati a Venezia, a pace firmata, dove patirono la fame.
Nel "Trattato di pace concluso per la mediazione di Filippo III tra Mattia imperatore de' Romani e Ferdinando Re di Boemia e Arciduca d'Austria e la Repubblica di Venezia" (conosciuto oggi come trattato preliminare di Parigi e il trattato di Madrid) si deliberò che i pirati Uscoqui saranno scacciati da Segna ed altri luoghi marittimi appartenenti alla Casa d'Austria, e che in vece di essi i Venetiani restituiranno alla loro Maestà Imperiale e Reale tutti i luoghi e passaggi occupati da loro in Istria ed in Friulo. (Quando a Venezia si seppero le condizioni, firmate da due ambasciatori residenti, i Savi del Consiglio di Terraferma fecero approvare dal Senato l'ordine di arresto per i due, i quali si salvarono solo grazie all'intercessione del re di Francia).
I veneziani uscirono comunque dal conflitto a testa alta, ottenendo quello che volevano, cioè la cacciata degli Uscocchi da Segna e, allo stesso tempo, il riconoscimento di signoria sul Golfo; tuttavia il quadro generale era desolante: cronisti dell'epoca indicano come nei primi anni del Seicento il Friuli fosse in miseria, colpito da carestie, febbri, malattie del bestiame e incursioni di lupi.